# Guitard de Ratte
Pour les articles homonymes, voir de Ratte.
Guitard de Ratte (né à Montpellier en 1552 et mort vers Toulouse le 7 août 1602), est un ecclésiastique qui fut évêque de Montpellier de 1597 à 1602.

## Biographie
Guitard ou Guichard de Ratte est issu d'une famille originaire du Bas-Languedoc dont les premiers membres connus étaient établis à Gignac puis à Montpellier. Il est le fils de Jean, licencié ès droit et Lieutenant de Gignac avant de devenir avocat du Roi au présidial de Montpellier lors de sa fondation en 1565. Sa mère se nommait Marguerite de Cambous.

Il fait ses premières études à Montpellier, probablement suivi par son droit, peut-être à Toulouse. Ses relations locales jouent un rôle important dans sa carrière. Il est prieur de Vailhauquès en 1574, chanoine de Montpellier en septembre 1575 (fonction dans laquelle il est précédé par ses parents Pierre et Étienne de Ratte), archidiacre en 1577 et chantre en 1596. Après avoir reçu les ordres mineurs et le sous-diaconat en 1579, il devient membre clef du chapitre de chanoines et le vicaire-général de l'évêque Antoine de Subiet-Cardot à partir de 1584. Son influence s'étend au-delà du chapitre et de l'épiscopat dans le Languedoc lorsqu'il participe à des délégations au Parlement de Toulouse et à la cour royale où il est nommé aumônier ordinaire du roi Henri III et commendataire de l'abbaye du Val-Richer et de Saint-Chinian. Conseiller clerc au Parlement de Toulouse en 1587, avec le Président Jean-Étienne Duranti et Jacques Daffis l'Avocat-Général, ils constituent un parti royaliste persécuté pour leur attachement à la couronne par les Ligueurs de Toulouse. En 1589 alors qu'il s'est rendu auprès du Roi, les Réformés se soulèvent à Toulouse et tuent Duranti et Daffis, le condamnent à mort par contumace et mettent à sac sa résidence. L'évêque Antoine de Subiet-Cardot qui l'avait choisi comme coadjuteur le désigne comme successeur le 15 juin 1596 avant de mourir en novembre 1596. Il est confirmé le 26 mars 1597. Guitard de Ratte s'efforce de résider dans son diocèse malgré l'hostilité de la majorité de la population. En 1598 l'Édit de Nantes fait de Montpellier une place de sûreté pour les Protestants mais rétablit aussi les droits des catholiques. Il récupère certains édifices transformés en temples et y effectue des réparations. L'évêque meurt en 1602 d'une chute de cheval en se rendant à Toulouse. Son corps est ramené à Montpellier et est inhumé dans la cathédrale de Maguelone sous un gisant en marbre blanc.